# Pfarrkirche Würmla

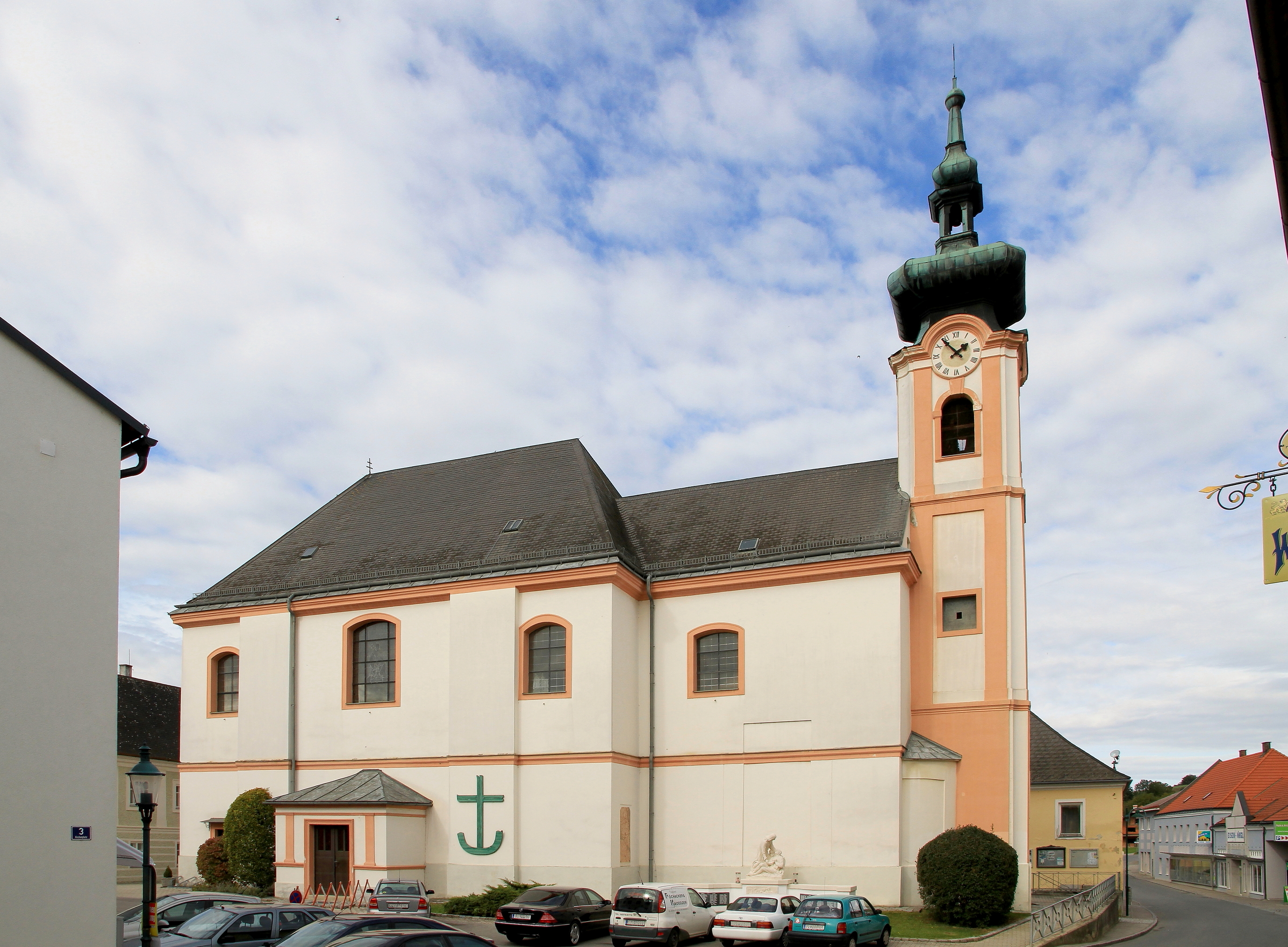
Katholische Pfarrkirche hl. Ulrich in Würmla

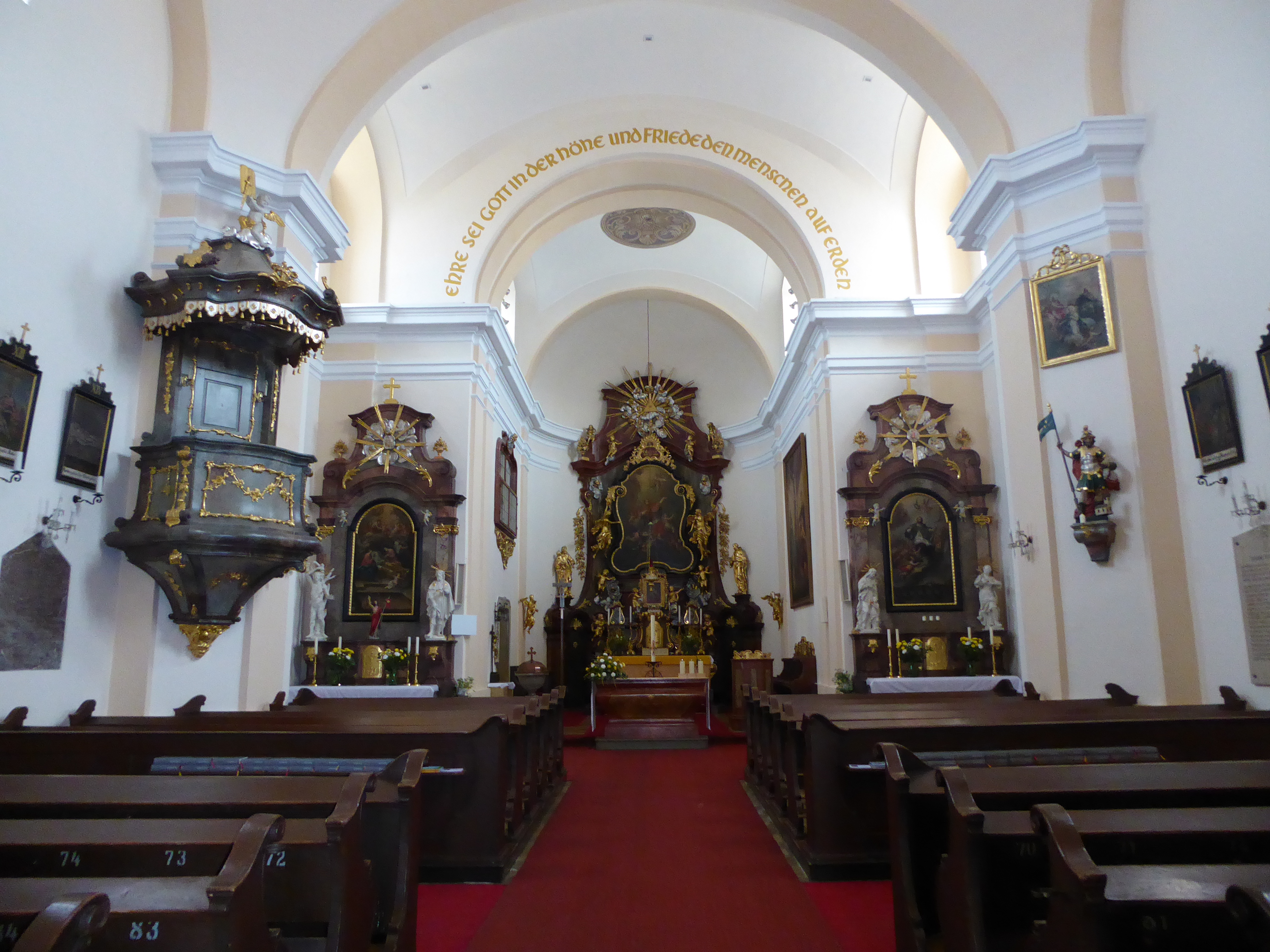
Langhaus, Blick zum Chor

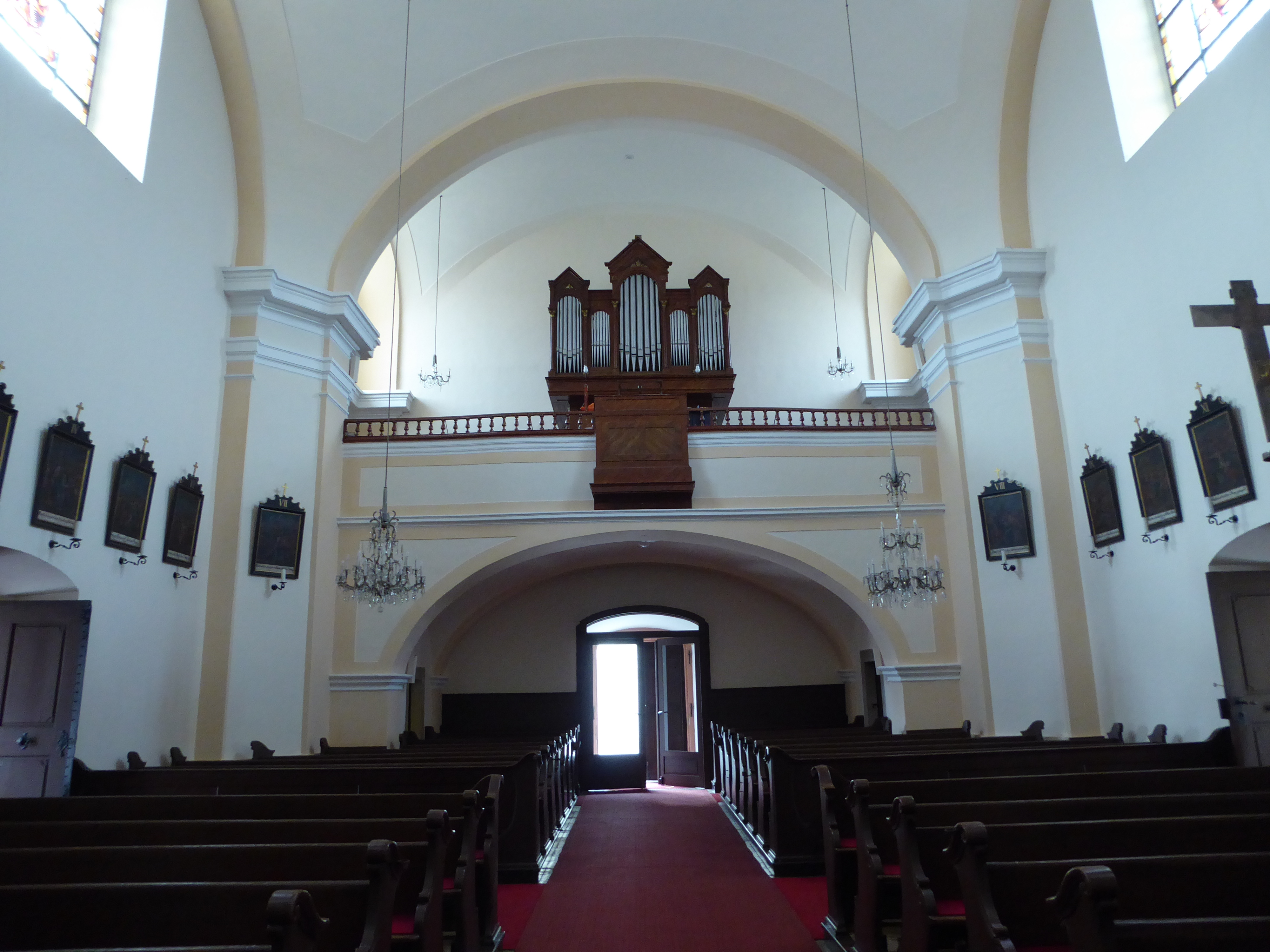
Langhaus, Blick zur Empore

Die römisch-katholische Pfarrkirche Würmla steht auf einem kleinen Kirchenplatz westlich der Hauptstraße in der Marktgemeinde Würmla im Bezirk Tulln in Niederösterreich. Die dem Patrozinium des Heiligen Ulrich von Augsburg unterstellte Pfarrkirche gehört zum Dekanat Neulengbach in der Diözese St. Pölten. Die Kirche steht unter Denkmalschutz (Listeneintrag).

## Geschichte
Urkundlich 1180 eine Filiale der Pfarrkirche Kapelln. Die 1363 genannte Pfarre war ab 1561 unbesetzt und wurde um 1706/1709 unter Graf Gundaker von Althann Direktor des Hofbauamtes und Herr von Murstetten wieder Pfarre.
Ab 1730 erfolgte ein barocker Neubau der Kirche, der 1741 geweiht wurde. 1758 wurden der Chor und der Turm erneuert. Nach einem Brand 1768 wurde das Langhaus neu erbaut und 1771 vollendet. Nach einem Brand 1842 wurde am Kirchturm die Zwiebelhaube erneuert, was 1949 nach Kriegsschäden erneut erfolgen musste. 1988 fand eine Restaurierung statt.

## Architektur
Der barocke Kirchenbau mit einem Langhaus mit der Tendenz zum Zentralbau hat einen vorgestellten Ostturm.
Das Kirchenäußere zeigt ein Langhaus mit Segmentbogenfenstern unter einem Walmdach, die Fassade ist mit Mauervorlagen analog der inneren Joche und mit einem Kordongesims gegliedert. Nord- und südseitig gibt es je eine kleine Vorhalle mit einem Rechteckportal unter einem abgewalmten Dach. Die Westfront zeigt sich schmucklos. Der eingezogene Chor hat zum Langhaus ein Satteldach mit einer niedrigeren Firsthöhe und einer gleichen Traufhöhe, der gerade Schluss des Chores wird vom Ostturm verstellt, in den Turmwinkeln stehen niedrige Zwickelanbauten. Der dreigeschoßige Turm ist mit Gesimsen und Putzlisenen und im Obergeschoß mit Pilastern gegliedert und trägt eine Zwiebelhaube. Im nördlichen Chorwinkel steht ein zweigeschoßiger Sakristeianbau.

## Einrichtung
Der Hochaltar aus 1754 wurde 1768 überarbeitet, er zeigt auf dem von Kirschner gemalten Altarblatt in einem geschweiften Rahmen den hl. Ulrich, flankiert von den Statuen der Heiligen Antonius 1754 und Josef 1768, das Oberbild zeigt Mariahilf.
Die Orgel baute Max Jakob 1901 in einem neobarocken Gehäuse.

## Grabdenkmäler
- Südlich am Langhaus befindet sich eine verwitterte Grabplatte aus dem 16. Jahrhundert.
- Es gibt eine Grabplatte zu Matthias Penckhler 1766.